# Folkefesten
Folkefesten er et årligt politisk folkemøde for nationalkonservative arrangeret i samarbejde mellem de tre højrenationale foreninger For Frihed, Den Danske Forening og Grundlovsforeningen Dansk Kultur som en fortsættelse af Mosbjerg Folkefest. Festen afholdes en dag i midsommeren, i reglen sidst i juni måned, med fællesspisning og politiske taler. I 2018 deltog ca. 150 mennesker, primært ældre i eller omkring pensionsalderen.

## Historie

### 2016
Folkefesten For Frihed blev holdt på Sjælland med taler af Tania Groth, Lars Hedegaard Jensen, Hege Storhaug (Norge), Tatjana Festerling (Tyskland), Mogens Camre, Edwin Wagensveld (Holland) og Jeppe Juhl.

### 2017
Festen blev holdt i Jægerspris med taler af Søren Krarup, Clare Lopez, Morten Storm, Helmuth Nyborg, Ole Hasselbalch, Johan Christian Nord og Robert Timm.

### 2018
Festen holdtes i Jægerspris med taler af Søren Espersen, Petr Bystron, Morten Uhrskov Jensen, Hans Erling Jensen og med afslutning af Lars Hedegaard.

### 2019
Festen bliver holdt i Mosbjerg ved Mossø uden for Skanderborg med talerne Tommy Robinson, Katie Hopkins, Mogens Skjøth, Jan Høeg og Lars Hedegaard. Årets tema er: Kampen for fædreland og frihed - og kampens pris!